# فهرست قنات‌های شهرستان عنبرآباد
جدول زیر براساس آمار وزارت جهاد کشاورزی تهیه شده‌است. فهرست زیر قنات‌های شهرستان عنبرآباد در استان کرمان را نشان می‌دهد.
| نام قنات         | موقعیت                     | نزدیک‌ترین روستا  | طول قنات (متر) | تعداد میله چاه | عمق مادر چاه | دبی (لیتر بر ثانیه) | سطح زیر کشت (هکتار) |
| ---------------- | -------------------------- | ---------------- | -------------- | -------------- | ------------ | ------------------- | ------------------- |
| آسیاب میرناصر    | بخش مرکزی شهرستان عنبرآباد | آسیاب میرناصر    | ۴۰             | ۴              | ۵            | ۱۲                  | ۲۰                  |
| اشککوه           | بخش مرکزی شهرستان عنبرآباد | اشککوه           | ۴۵۰            | ۲۲             | ۱۶           | ۱۰                  | ۳۲                  |
| امیرآباد کوش کجک | بخش مرکزی شهرستان عنبرآباد | کوش کجک          | ۲۵۰            | ۱۳             | ۱۲           | ۱۰                  | ۱۵۰                 |
| انجیر            | بخش مرکزی شهرستان عنبرآباد | اسفند            | ۱۵۰            | ۷              | ۱۲           | ۵                   | ۲۵                  |
| بالاجونورک       | بخش مرکزی شهرستان عنبرآباد | نورک             | ۳۵۰            | ۱۶             | ۱۶           | ۵                   | ۲۰                  |
| بزرگ             | بخش مرکزی شهرستان عنبرآباد | عینک شیخها       | ۳۰۰            | ۲۰             | ۱۵           | ۱۵                  | ۱۵                  |
| بن جوحنا         | بخش مرکزی شهرستان عنبرآباد | کنارستان ودهک    | ۶۰۰            | ۳۰             | ۱۶           | ۱۰                  | ۲۰                  |
| بندرخشکان        | بخش مرکزی شهرستان عنبرآباد | بندرخشکان        | ۳۰             | ۱              | ۵            | ۴                   | ۸                   |
| بنه اسفندی       | بخش مرکزی شهرستان عنبرآباد | بنه اسفندی       | ۴۵             | ۶              | ۱۴           | ۱۲                  | ۵                   |
| بهشت             | بخش مرکزی شهرستان عنبرآباد | سرجنگل پورکی     | ۲۴۰۰           | ۱۲۰            | ۱۲           | ۰                   | ۲۴۰                 |
| بودیال           | بخش مرکزی شهرستان عنبرآباد | نورک             | ۱۵۰            | ۸              | ۱۳           | ۸                   | ۱۵                  |
| بگ انجیر کجک     | بخش مرکزی شهرستان عنبرآباد | کجک              | ۵۰             | ۲              | ۹            | ۳                   | ۱۰                  |
| تخمی             | بخش مرکزی شهرستان عنبرآباد | گرم علیا         | ۲۰۰            | ۱۰             | ۱۲           | ۸                   | ۱۲                  |
| تزمور            | بخش مرکزی شهرستان عنبرآباد | ابرخان           | ۶۰             | ۳              | ۸            | ۳                   | ۳۰                  |
| تنگل جار         | بخش مرکزی شهرستان عنبرآباد | تنگل جار         | ۵۲             | ۷              | ۱۶           | ۱۰                  | ۶                   |
| توتان            | بخش مرکزی شهرستان عنبرآباد | گرم سفلی         | ۳۶۰            | ۱۸             | ۱۵           | ۱۰                  | ۲۵                  |
| تگ محمود         | بخش مرکزی شهرستان عنبرآباد | تک محمود کوش کجک | ۵۰             | ۰              | ۰            | ۰                   | ۱۵                  |
| تی تل کوش کجک    | بخش مرکزی شهرستان عنبرآباد | کوش کجک          | ۵۰             | ۲              | ۰            | ۰                   | ۲۵                  |
| ثم               | بخش مرکزی شهرستان عنبرآباد | کوشکمور          | ۱۰۰            | ۵              | ۱۲           | ۱۰                  | ۱۵                  |
| حاجی‌آباد         | بخش مرکزی شهرستان عنبرآباد | حاجی‌آباد         | ۱۲۰۰           | ۵۰             | ۱۸           | ۲۵                  | ۳۵                  |
| حجت‌آباد          | بخش مرکزی شهرستان عنبرآباد | حجت‌آباد          | ۳۰۰۰           | ۱۵۰            | ۲۵           | ۱۳۰                 | ۲۰۰۰                |
| حسن‌آباد شاهویی   | بخش مرکزی شهرستان عنبرآباد | گرم علیا         | ۲۰۰            | ۱۲             | ۱۴           | ۸                   | ۲۰                  |
| حسین‌آباد         | بخش مرکزی شهرستان عنبرآباد | حاجی‌آباد         | ۹۰۰            | ۴۵             | ۱۸           | ۱۰                  | ۳۰                  |
| حسین‌آباد         | بخش مرکزی شهرستان عنبرآباد | عینک شیخها       | ۵۰۰            | ۳۵             | ۱۶           | ۱۵                  | ۱۸                  |
| حسین‌آباد         | بخش مرکزی شهرستان عنبرآباد | حسین‌آباد         | ۴۰             | ۵              | ۱۰           | ۱۲                  | ۴                   |
| دائمک            | بخش مرکزی شهرستان عنبرآباد | حاجی‌آباد         | ۹۰۰            | ۴۰             | ۱۸           | ۲۰                  | ۳۰                  |
| درافراز          | بخش مرکزی شهرستان عنبرآباد | اسفند            | ۱۲۰            | ۶              | ۱۲           | ۵                   | ۳۲                  |
| درب قلعه         | بخش مرکزی شهرستان عنبرآباد | گرم علیا         | ۳۵۰            | ۱۶             | ۱۵           | ۱۵                  | ۲۵                  |
| دربشی            | بخش مرکزی شهرستان عنبرآباد | نرگسان           | ۵۰             | ۲              | ۷            | ۴                   | ۸                   |
| درجگان           | بخش مرکزی شهرستان عنبرآباد | رودفوق           | ۶۰             | ۳              | ۸            | ۵                   | ۲۲                  |
| دررنگ            | بخش مرکزی شهرستان عنبرآباد | کوشکمور          | ۱۷۰            | ۱۰             | ۱۲           | ۱۰                  | ۲۰                  |
| درسورو           | بخش مرکزی شهرستان عنبرآباد | درسوروئیه کجک    | ۲۰۰            | ۰              | ۰            | ۰                   | ۶۰                  |
| درملکی           | بخش مرکزی شهرستان عنبرآباد | درملکی کوشکمور   | ۲۰۰            | ۱۰             | ۱۴           | ۵                   | ۲۲                  |
| دره دزدان        | بخش مرکزی شهرستان عنبرآباد | دره دزدان        | ۳۰             | ۰              | ۱۰           | ۱۴                  | ۴                   |
| درودنو           | بخش مرکزی شهرستان عنبرآباد | کوشکمور          | ۲۵۰            | ۱۳             | ۱۳           | ۸۰                  | ۲۰                  |
| درکهن(خسروی)     | بخش مرکزی شهرستان عنبرآباد | کجک              | ۶۵۰            | ۳۲             | ۱۶           | ۲۰                  | ۲۵۰                 |
| دریابند          | بخش مرکزی شهرستان عنبرآباد | کجک              | ۱۵۰            | ۷              | ۱۲           | ۸                   | ۲۰                  |
| دشت‌آباد          | بخش مرکزی شهرستان عنبرآباد | گرم علیا         | ۵۰             | ۲              | ۸            | ۳                   | ۱۵                  |
| ده بنه           | بخش مرکزی شهرستان عنبرآباد | ده بنه           | ۴۰             | ۵              | ۹            | ۱۳                  | ۱۲                  |
| دهگو             | بخش مرکزی شهرستان عنبرآباد | گرم علیا         | ۱۵۰            | ۷              | ۱۲           | ۵                   | ۲۵                  |
| ریگسار           | بخش مرکزی شهرستان عنبرآباد | گرم علیا         | ۲۰             | ۱              | ۰            | ۰                   | ۱۰                  |
| زمین کنار        | بخش مرکزی شهرستان عنبرآباد | بنگلو            | ۵۰             | ۲              | ۸            | ۳                   | ۱۰                  |
| زیارت            | بخش مرکزی شهرستان عنبرآباد | حاجی‌آباد         | ۰              | ۰              | ۰            | ۰                   | ۲۰                  |
| سرجنگل           | بخش مرکزی شهرستان عنبرآباد | سرجنگل پورکی     | ۱۸۰۰           | ۹۰             | ۱۵           | ۰                   | ۱۸۰                 |
| سرجنگل چربزان    | بخش مرکزی شهرستان عنبرآباد | سرجنگل جربزان    | ۱۲۰            | ۶              | ۱۰           | ۵                   | ۱۲                  |
| سرطاقین          | بخش مرکزی شهرستان عنبرآباد | سرطاقین          | ۳۵             | ۴              | ۸            | ۱۵                  | ۱۷                  |
| سلطان‌آباد        | بخش مرکزی شهرستان عنبرآباد | اسفند            | ۶۰             | ۳              | ۸            | ۵                   | ۱۸                  |
| سمسبلی           | بخش مرکزی شهرستان عنبرآباد | حاجی‌آباد         | ۱۰۰۰           | ۴۰             | ۱۸           | ۲۰                  | ۳۰                  |
| سمپوئیه          | بخش مرکزی شهرستان عنبرآباد | سمپوئیه          | ۸۵             | ۱۰             | ۷            | ۱۳                  | ۳۰                  |
| سنگ دندانی       | بخش مرکزی شهرستان عنبرآباد | نورک             | ۳۰۰            | ۱۵             | ۱۴           | ۵                   | ۲۵                  |
| سگین             | بخش مرکزی شهرستان عنبرآباد | سگین             | ۰              | ۰              | ۰            | ۰                   | ۳۵                  |
| شوروئیه          | بخش مرکزی شهرستان عنبرآباد | سورو             | ۶۰             | ۳              | ۸            | ۵                   | ۳۴                  |
| شیب جوردهک       | بخش مرکزی شهرستان عنبرآباد | جوردهک           | ۲۴۰            | ۱۲             | ۱۵           | ۱۲                  | ۳۰                  |
| شیخ‌آباد          | بخش مرکزی شهرستان عنبرآباد | عینک شیخها       | ۷۰۰            | ۳۷             | ۱۶           | ۳۰                  | ۱۵                  |
| شیرکشی           | بخش مرکزی شهرستان عنبرآباد | شیرکشی           | ۱۰۰            | ۵              | ۷            | ۵                   | ۱۲                  |
| لب گست           | بخش مرکزی شهرستان عنبرآباد | لب گست           | ۴۰             | ۵              | ۱۲           | ۱۵                  | ۶                   |
| محمدآباد         | بخش مرکزی شهرستان عنبرآباد | عینک شیخوا       | ۴۲۰            | ۳۰             | ۱۶           | ۲۰                  | ۳۰                  |
| مهدی آباد        | بخش مرکزی شهرستان عنبرآباد | زاخت             | ۱۰۰            | ۵              | ۱۰           | ۱۰                  | ۸                   |
| مهدی‌آباد         | بخش مرکزی شهرستان عنبرآباد | گرم علیا         | ۷۰             | ۳              | ۸            | ۵                   | ۱۵                  |
| مکان گرگان       | بخش مرکزی شهرستان عنبرآباد | مکان گرگان       | ۵۲             | ۷              | ۱۲           | ۱۰                  | ۱۸                  |
| میری             | بخش مرکزی شهرستان عنبرآباد | گرم علیا         | ۵۰۰            | ۱۸             | ۱۶           | ۲۰                  | ۱۸                  |
| ناصرآباد         | بخش مرکزی شهرستان عنبرآباد | گرم علیا         | ۴۵۰            | ۱۸             | ۱۶           | ۱۰                  | ۳۸                  |
| ندوئیه سفلی      | بخش مرکزی شهرستان عنبرآباد | ندوئیه           | ۳۵             | ۵              | ۱۳           | ۱۲                  | ۲۳                  |
| ندوئیه علیا      | بخش مرکزی شهرستان عنبرآباد | ندوئیه           | ۴۰             | ۶              | ۱۵           | ۱۵                  | ۳۲                  |
| نورمحمدی         | بخش مرکزی شهرستان عنبرآباد | چاه گرگ          | ۱۰۰            | ۵              | ۰            | ۰                   | ۳۵                  |
| پره تیغ سیاه     | بخش مرکزی شهرستان عنبرآباد | پره تیغ سیاه     | ۱۰۰            | ۵              | ۱۳           | ۴                   | ۵                   |
| پورکی            | بخش مرکزی شهرستان عنبرآباد | پورکی            | ۷۰۰            | ۳۱             | ۱۵           | ۸                   | ۱۲۰                 |
| پوموکور          | بخش مرکزی شهرستان عنبرآباد | ابرخان           | ۵۰             | ۱              | ۶            | ۳                   | ۲۰                  |
| پیرکنار          | بخش مرکزی شهرستان عنبرآباد | گرم علیا         | ۱۵۰            | ۷              | ۱۲           | ۱۰                  | ۱۶                  |
| چزیدان           | بخش مرکزی شهرستان عنبرآباد | بارده            | ۵۰             | ۲              | ۷            | ۵                   | ۲۰                  |
| کلوکنده          | بخش مرکزی شهرستان عنبرآباد | گرم سفلی         | ۴۰۰            | ۱۸             | ۱۶           | ۲۵                  | ۳۷                  |
| کنارزاغان        | بخش مرکزی شهرستان عنبرآباد | کنارزاغان        | ۴۵             | ۵              | ۱۷           | ۱۰                  | ۸                   |
| کهور             | بخش مرکزی شهرستان عنبرآباد | سورو             | ۱۰۰            | ۵              | ۱۰           | ۵                   | ۲۵                  |
| کوشکمور          | بخش مرکزی شهرستان عنبرآباد | کوشکمور          | ۲۰۰            | ۱۰             | ۱۴           | ۱۰                  | ۳۵                  |
| کویز علیا        | بخش مرکزی شهرستان عنبرآباد | کویز علیا        | ۲۰۰            | ۱۵             | ۱۲           | ۵                   | ۲۵                  |
| گردرمسخ          | بخش مرکزی شهرستان عنبرآباد | استادم           | ۳۰             | ۱              | ۸            | ۵                   | ۲۰                  |
| گنج‌آباد          | بخش مرکزی شهرستان عنبرآباد | گنج‌آباد کوشکمور  | ۱۵۰            | ۸              | ۱۴           | ۱۰                  | ۳۲                  |
| یاگوار           | بخش مرکزی شهرستان عنبرآباد | یاگوار           | ۶۰             | ۸              | ۱۰           | ۱۵                  | ۳۰                  |